# Altenthann (Schwarzenbruck)

Ortsansicht Altenthann im August 2023

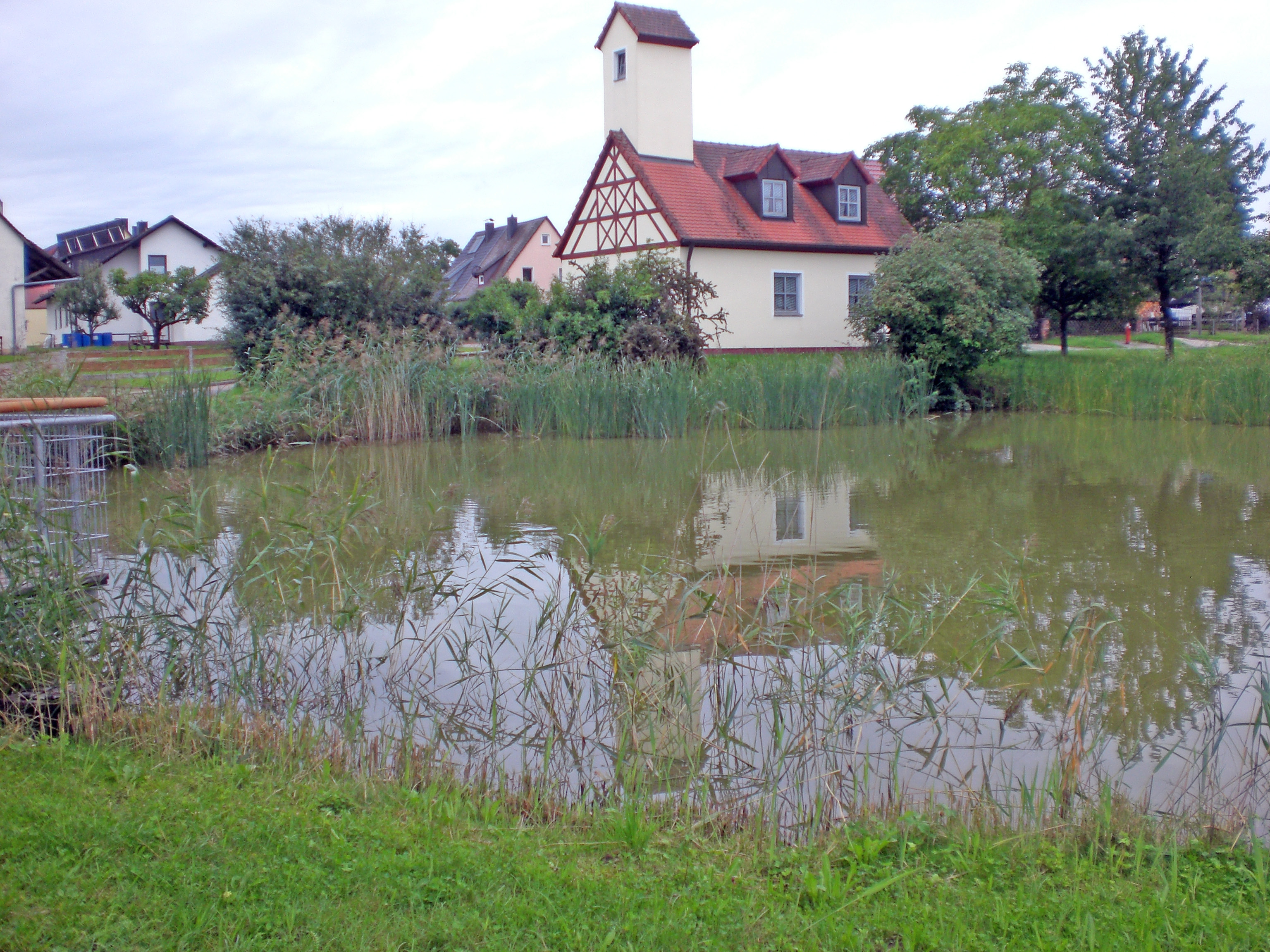
Ortsmitte mit Dorfweiher und Feuerwehrhaus (2023)

Altenthann ist ein Gemeindeteil von Schwarzenbruck im mittelfränkischen Landkreis Nürnberger Land. Die Gemarkung Altenthann hat eine Fläche von 3,802 km². Sie ist in 1130 Flurstücke aufgeteilt, die eine durchschnittliche Flurstücksfläche von 3364,32 m² haben. In ihr liegt neben dem namensgebenden Ort der Gemeindeteil Wallersberg.

## Geographie

### Lage
Das ländlich geprägte Kirchdorf liegt am Thanngraben, einem rechten Zufluss der Schwarzach. Dieser hat westlich des Ortes im Waldgebiet eine Rhätsandsteinschlucht gebildet (→ Thanngraben bei Schwarzenbruck). Gemeindeverbindungsstraßen führen nach Fröschau zur Staatsstraße 2401 (2,2 km westlich), nach Pattenhofen ebenfalls zur St 2401 (0,8 km südlich), nach Wallersberg (1 km östlich), nach Penzenhofen zur Staatsstraße 2239 (1,4 km nördlich) und direkt zur St 2239 (1,3 km nordöstlich).

### Naturräumliche Zuordnung
Naturräumlich gehört Altenthann zur Haupteinheit Vorland der Mittelfränkischen Frankenalb, die nach der naturräumlichen Gliederung Deutschlands (gemäß Meynen/Schmithüsen et al.) Teil der Haupteinheitengruppe Fränkisches Keuper-Lias-Land ist.

### Geologie

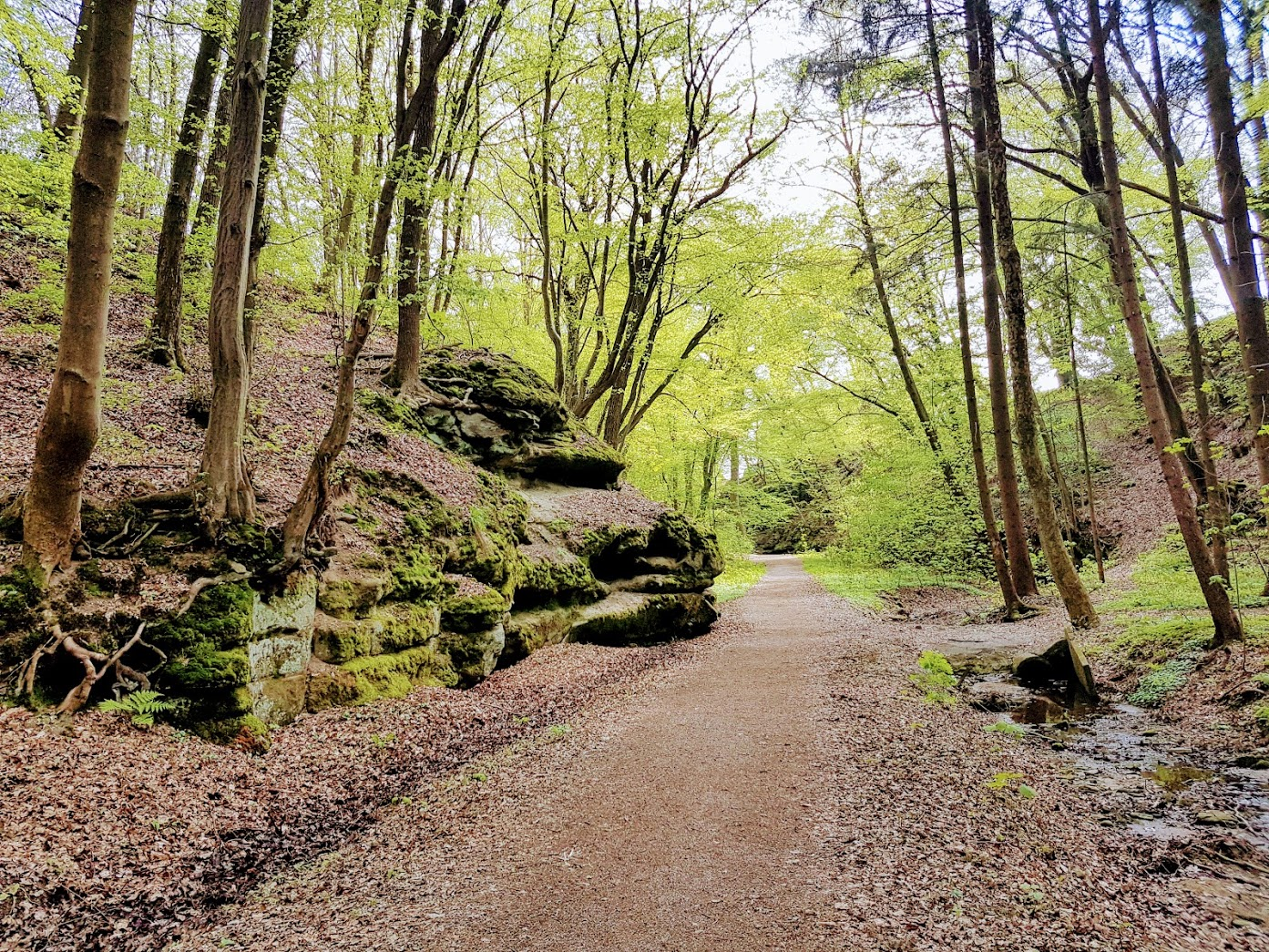
Rhätsandsteinschlucht des Thanngrabens bei Altenthann (2017)

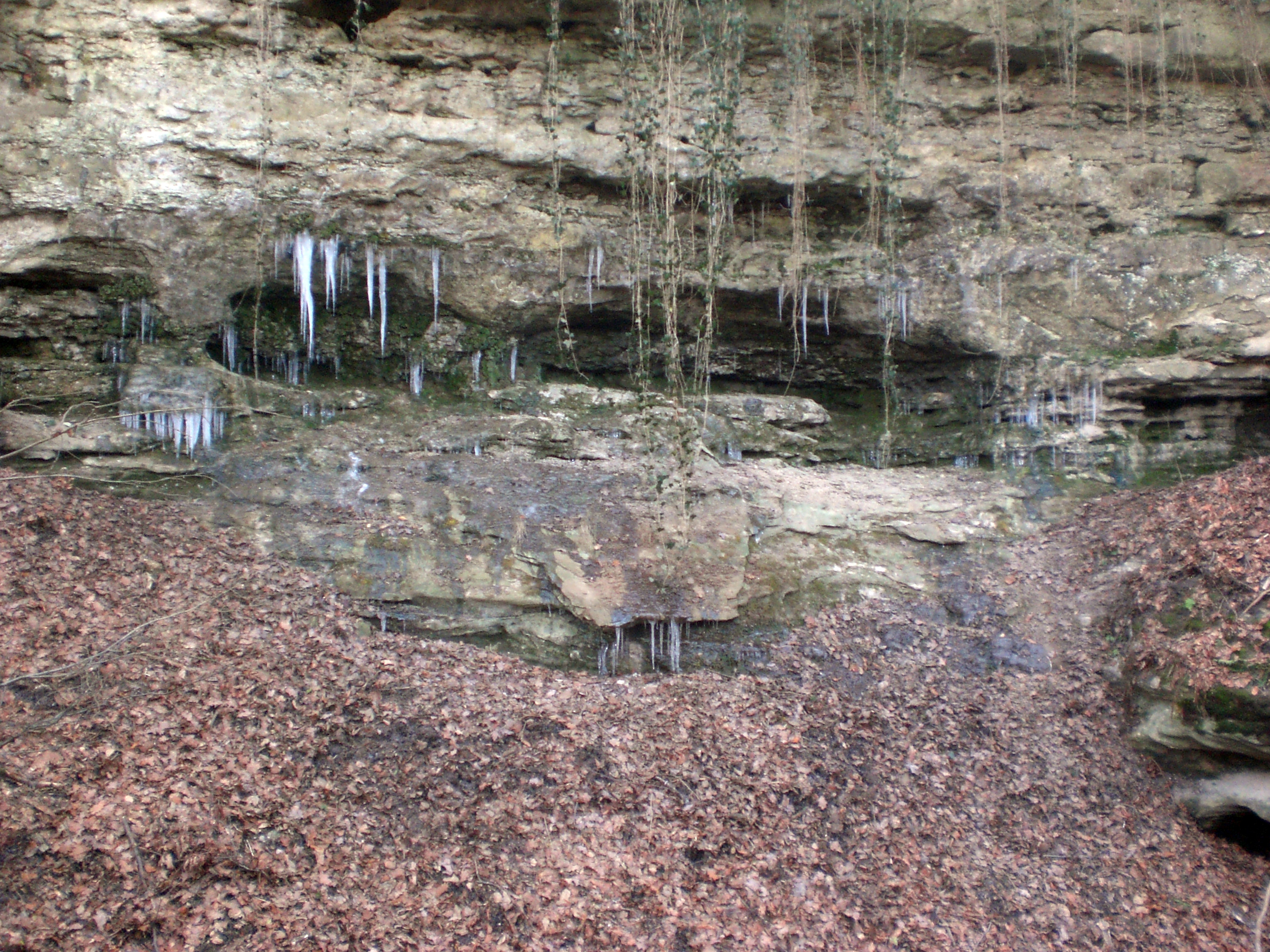
Rhätsandsteinschlucht im Winter (2024)

Altenthann befindet sich im Südwestdeutschen Schichtstufenland, die Geologie wird von Schichten der Schwarzjura-Gruppe (Lias) und des Mittleren Keupers der Fränkischen Alb geprägt. Der topographische Hochpunkt Auf dem Berge (454 m ü. NHN) sowie die beiden Höhenzüge Mühlberg und Höhe (440 m ü. NHN) im Osten von Altenthann bestehen geologisch aus Lias-Schichten der Amaltheenton-Formation. Im Westen des Ortsteiles sind grobkörnige Sandsteine und mittelgrauer Mergelstein der Gryphäensandstein- bis Numismalismergel-Formation aus der Schwarzjura-Gruppe bestimmend. Im Bereich des Thanngrabens treten quartäre Talfüllungen auf. Der Thanngraben befindet sich in einer Rhätsandsteinschlucht. Die Sandsteinschlucht mit anstehenden Felswänden zeichnet sich durch Rhätolias-Schichten der Schwarzjura-Gruppe aus, die auf Schichten der Trossingen-Formation (Feuerletten) lagern. Der rote bis tiefrote Ton- und Tonmergelstein der Feuerletten verleihen dem Landschaftsraum sein spezifisches Gepräge. Die Schlucht wurde aufgrund ihrer landschaftlichen Schönheit und Eigenart und im Hinblick auf ihre erdgeschichtliche Bedeutung als geschützter Landschaftsbestandteil unter Naturschutz gestellt. Der 2,5 Hektar große Landschaftsraum wurde im Jahre 2000 unter der Bezeichnung „Thanngraben“ vom Landratsamt Nürnberger Land ausgewiesen.

### Boden
Die überwiegend landwirtschaftlich genutzten Freiflächen im Westen von Altenthann sind vorwiegend von Braunerde bedeckt. Im Osten dominieren Regosol- und Pelosol- sowie Braunerdeböden. Die fruchtbaren Braunerdeböden werden verwiegend ackerbaulich genutzt. Die flachgründigen Regosolböden und die schwer zu bearbeitenden Pelosolböden werden als Grünland genutzt.
In der Sandsteinschlucht des Thanngrabens sind Gley und andere grundwasserbeeinflusste Bodentypen mit skelettführendem Talsediment, die überwiegend aus Sanden bestehen, vorherrschend.

### Klima
Altenthann liegt in der kühl-gemäßigten Klimazone und weist ein humides Klima auf. Der Ortsteil befindet sich im Übergangsbereich zwischen dem feuchten atlantischen und dem trockenen Kontinentalklima. Nach der Klimaklassifikation von Köppen/Geiger zählt Altenthann zum gemäßigten Ozeanklima (Cfb-Klima). Dabei bleibt die mittlere Lufttemperatur des wärmsten Monats unter 22 °C und die des kältesten Monats über −3 °C.

## Geschichte

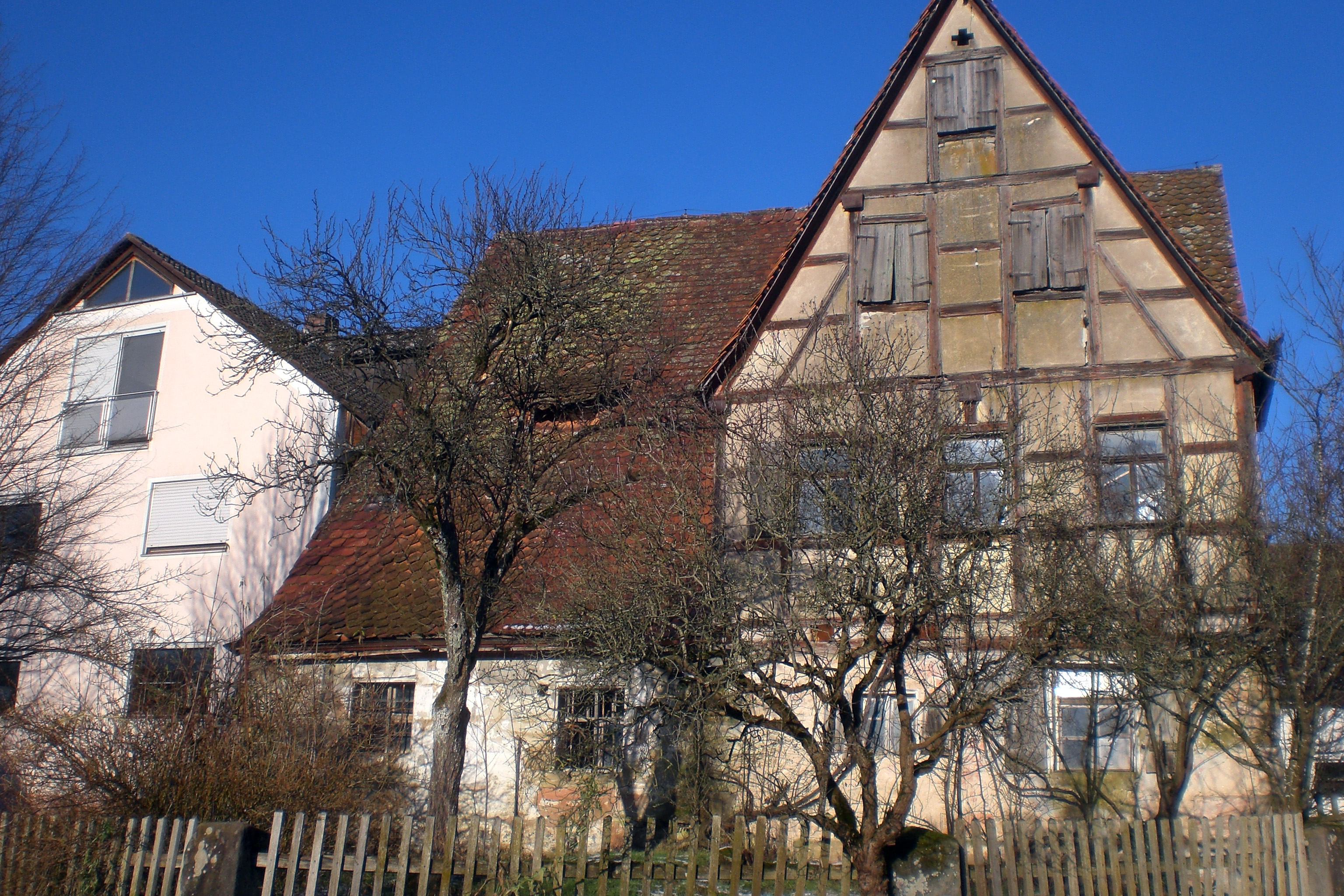
Altes, dem Verfall preisgegebenes Gebäude (2024)

Altenthann wurde im Jahre 1504 nürnbergisch. Vorher war es pfälzisch. Im Jahre 1535 kaufte der Nürnberger Patrizier Paulus, Grundherr von Weiherhaus dort mehrere Güter, einschließlich der Kapelle und nannte sich seither Grundherr von Weiherhaus und Altenthann.

### Kirche St. Veit

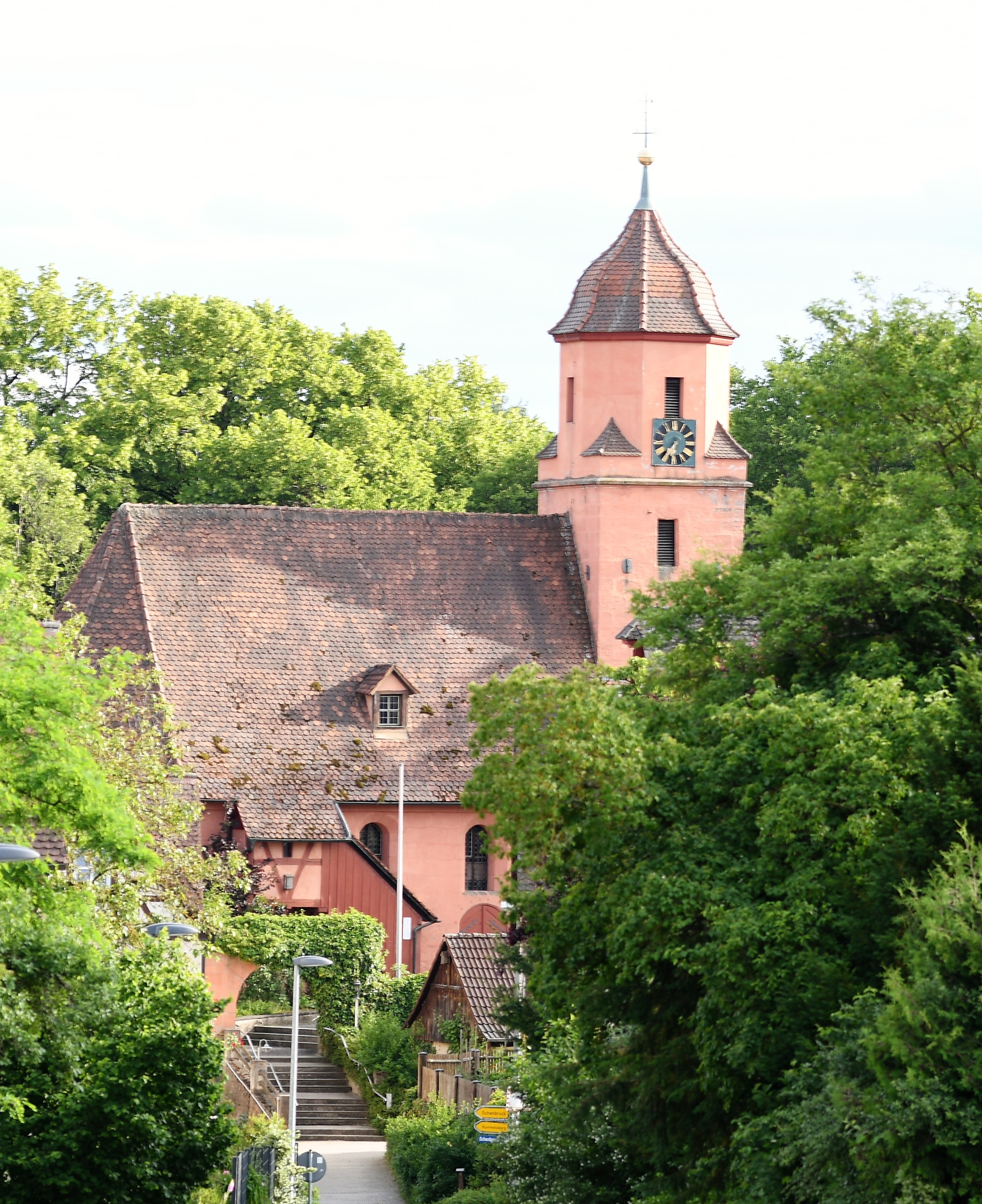
Pfarrkirche St. Veit

Die im Terrakottaton gestrichene Kirche St. Veit befindet sich ortsbildprägend im Ortskern.

### Burg Altenthann
An Stelle der Kirche stand im Mittelalter eine Burg, sie war der Stammsitz der Reichsministerialen von Altenthann. Die Spornlage auf einen nach drei Seiten hin steil abfallenden kleinen Hügel sowie künstlich angelegte Halsgräben bot Schutz vor Angreifern. Die Ritter von Thann beteiligten sich als kaiserliche Ministeriale auch an den Kreuzzügen. Ein Hermann von Thann ist bereits im Jahr 1140 urkundlich nachweisbar, damals befand er sich auf einem Hoftag von König Konrad III. Die Burg wurde vermutlich im Auftrag der Staufer errichtet, sie war also eine Reichsburg.
Grabungen und Pfostenlöcher belegen eine hölzerne Anlage aus dem 11. Jahrhundert, die später Burg Altenthann genannt wurde. Noch im 11. Jahrhundert ersetzte eine zweite Burg in Holzbauweise den ersten Bau.
Später wechselten die Ministerialen ihren Sitz und zogen auf die von ihnen gebaute Burg Thann im gleichnamigen Ort. Die neue Burg Thann und die ältere Burg bestanden noch einige Zeit nebeneinander, die alte Burg wurde zu Altenthann.
Die Grundherrschaft Altenthann kam 1535 an die Nürnberger Patrizierfamilie Grundherr von Altenthann und Weiherhaus.

### Ehemalige Gemeinde
Mit dem Gemeindeedikt (frühes 19. Jahrhundert) wurde der Steuerdistrikt Altenthann gebildet. Zu diesem gehörten Grünsberg, Pattenhofen, Prackenfels, Stürzelhof, Wallersberg und Weinhof. Zugleich entstand die Ruralgemeinde Altenthann, zu der Pattenhofen und Wallersberg gehörten. Sie unterstand in Verwaltung und Gerichtsbarkeit dem Landgericht Altdorf. Im Zuge der Gebietsreform in Bayern wurde die Gemeinde Altenthann am 31. Dezember 1971 aufgelöst: Altenthann und Wallersberg wurden nach Schwarzenbruck eingegliedert, Pattenhofen nach Burgthann.

### Baudenkmäler

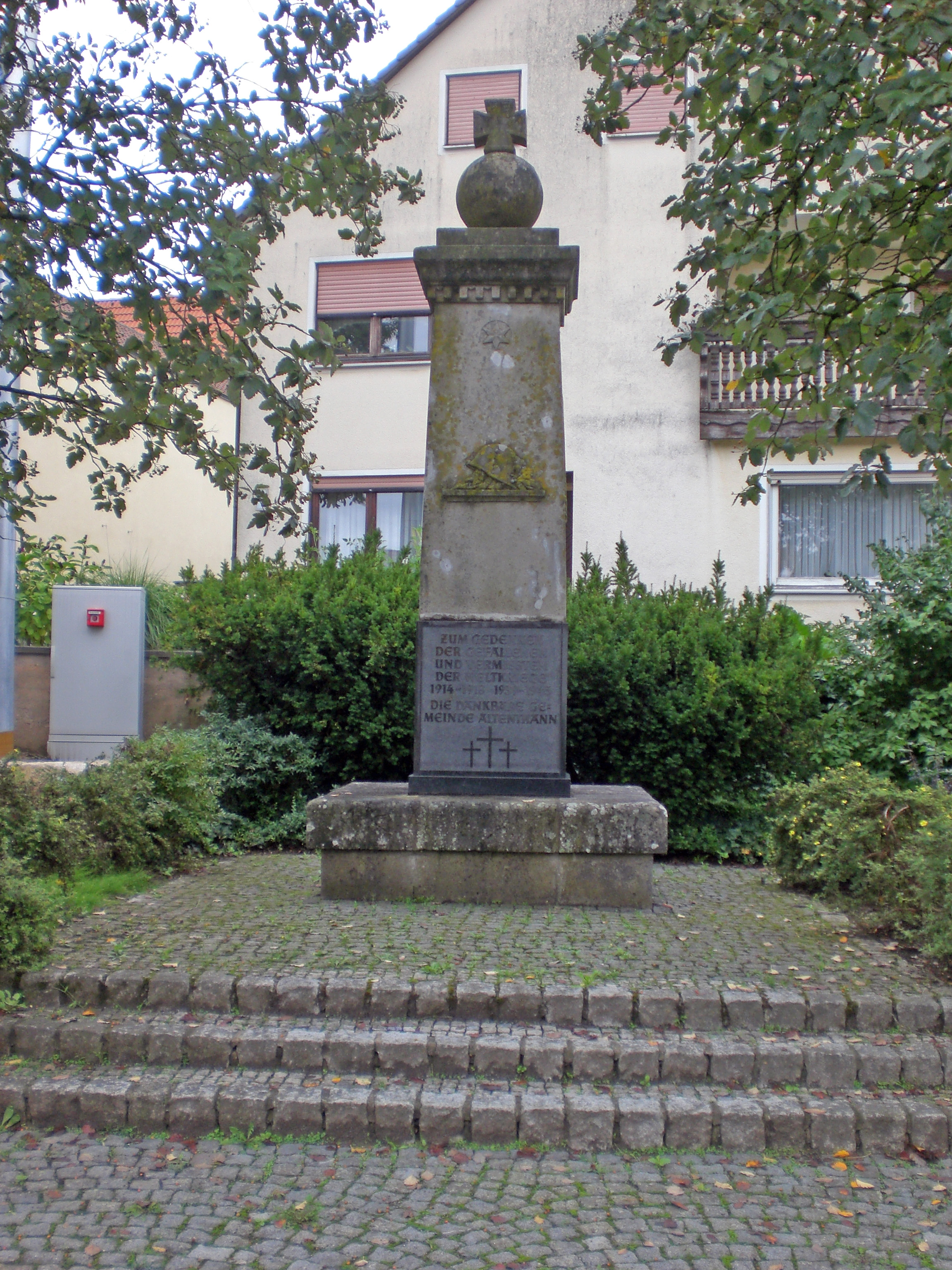
Im Ortskern befindet sich ein Gefallenendenkmal zum Gedenken an die Kriegsopfer.

- St. Veit (Altenthann)
- vier Wohnstallhäuser
- eine Scheune
- ein Gasthaus

### Einwohnerentwicklung
Gemeinde
| Jahr          | 1910 | 1933 | 1939 |
| Einwohnerzahl | 383  | 437  | 444  |

Ort
| Jahr          | 1987 | 2013 | 2017 | 2023 |
| Einwohnerzahl | 571  | 674  | 698  | 673  |

## Wirtschaft und Infrastruktur

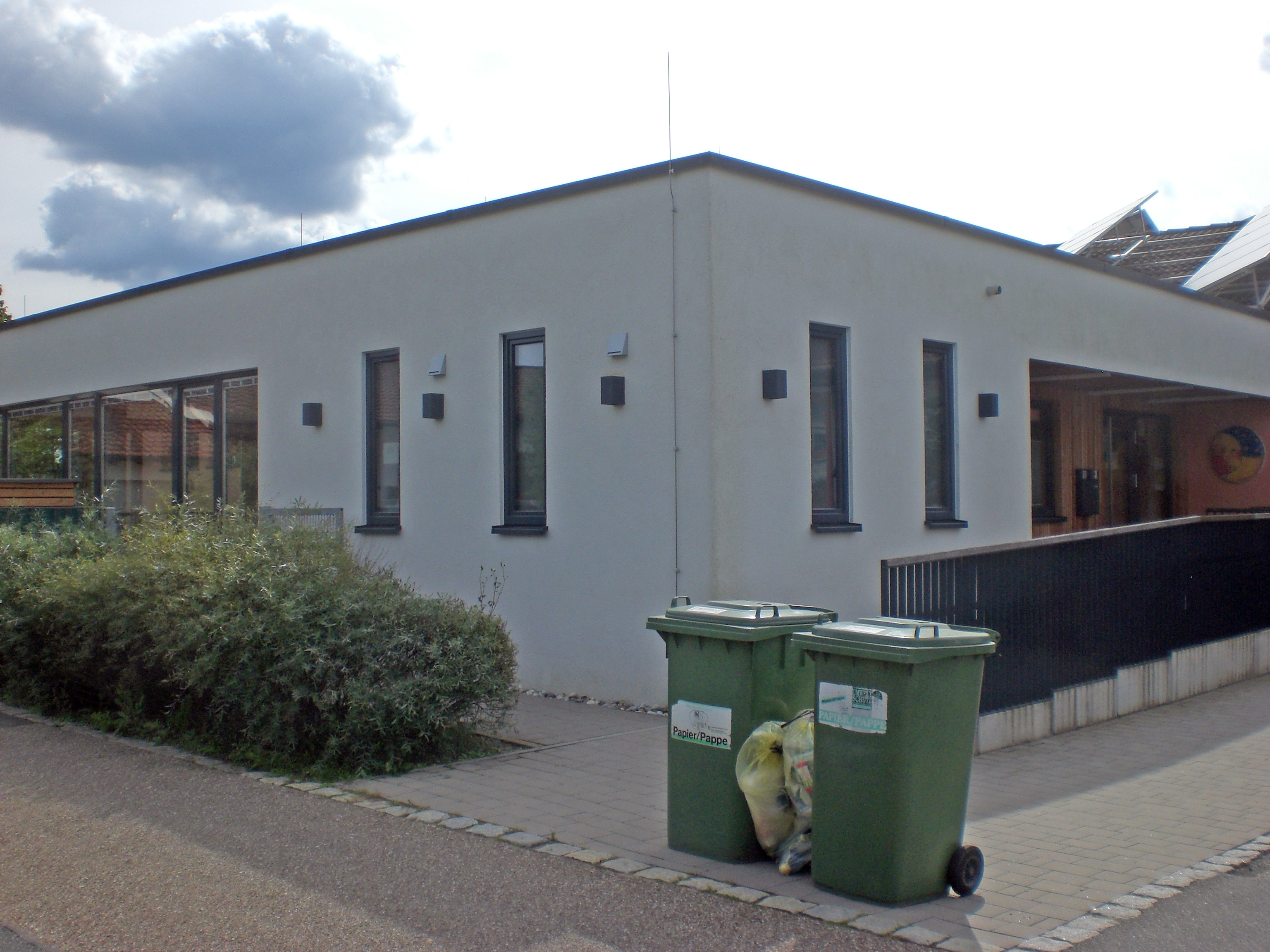
Kindergarten Altenthann (2023)

In Altenthann gibt es einen Gasthof mit angeschlossener Metzgerei. Des Weiteren existieren dort zwei Friseure und verschiedene Hofläden mit Erzeugnissen aus landwirtschaftlicher, regionaler Produktion. Ebenso gibt es einen Kindergarten und die Freiwillige Feuerwehr Altenthann. Im Individualverkehr ist Altenthann durch Landesstraßen mit den Nachbargemeinden Altdorf, Winkelhaid und Burgthann verbunden. Im öffentlichen Verkehr existiert eine Buslinie, die mehrmals am Tag zwischen Altdorf und Ochenbruck verkehrt und durch Bedienung von S-Bahn-Stationen eine Anbindung an die S-Bahn Nürnberg gewährleistet.

## Tourismus und Freizeit

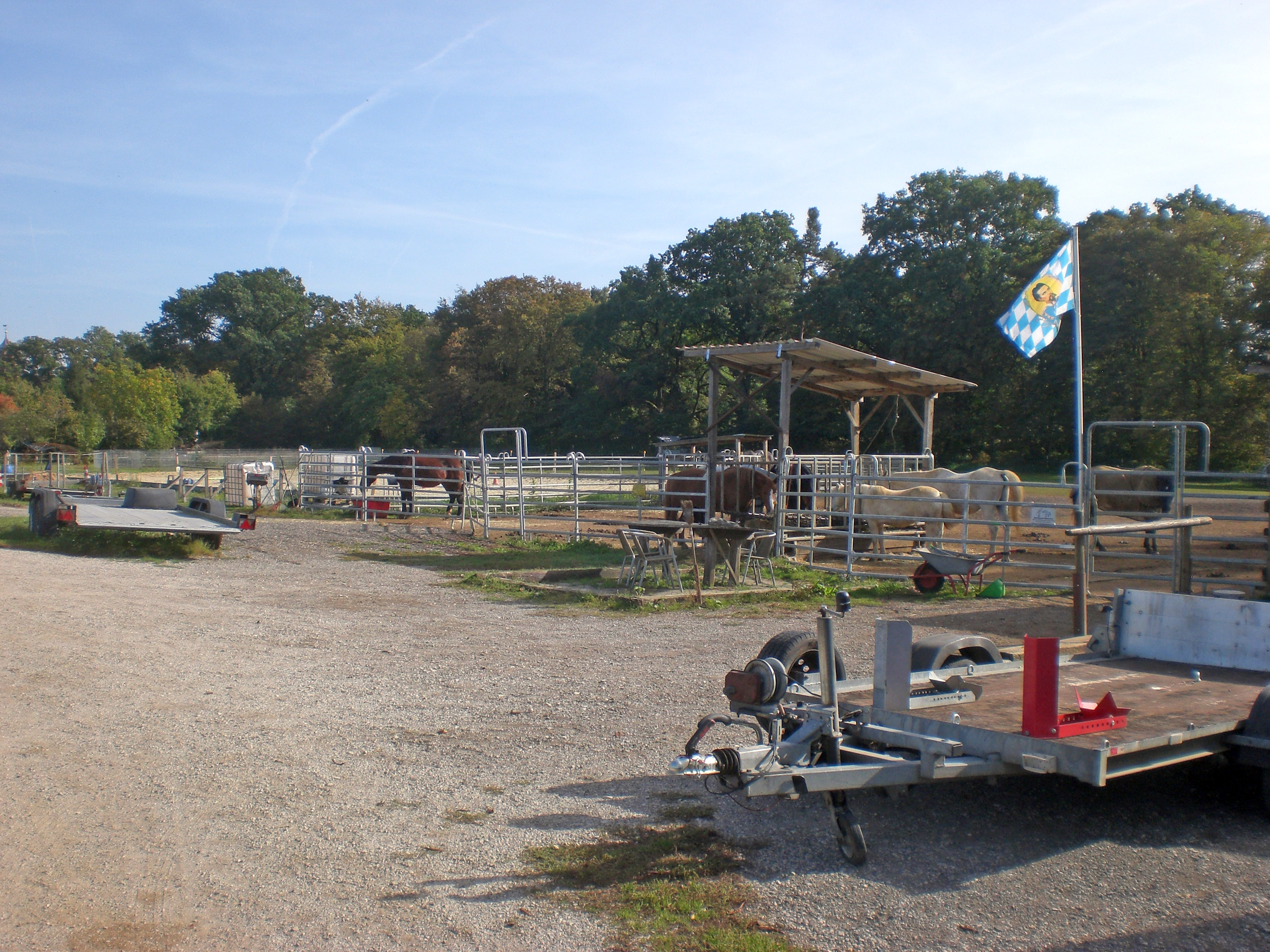
Pferdekoppel bei Altenthann (2023)

Rund um Altenthann gibt es zahlreiche Räthschluchten. In unmittelbarer Nähe der Kirche St. Veit führt der Fränkische Jakobsweg durch den Thanngraben.
In Altenthann gibt es einen kleinen Pferdehof.